# Graptophyllum ilicifolium
Graptophyllum ilicifolium là một loài thực vật có hoa trong họ Ô rô. Loài này được (F.Muell.) Benth. mô tả khoa học đầu tiên năm 1868.

## Hình ảnh

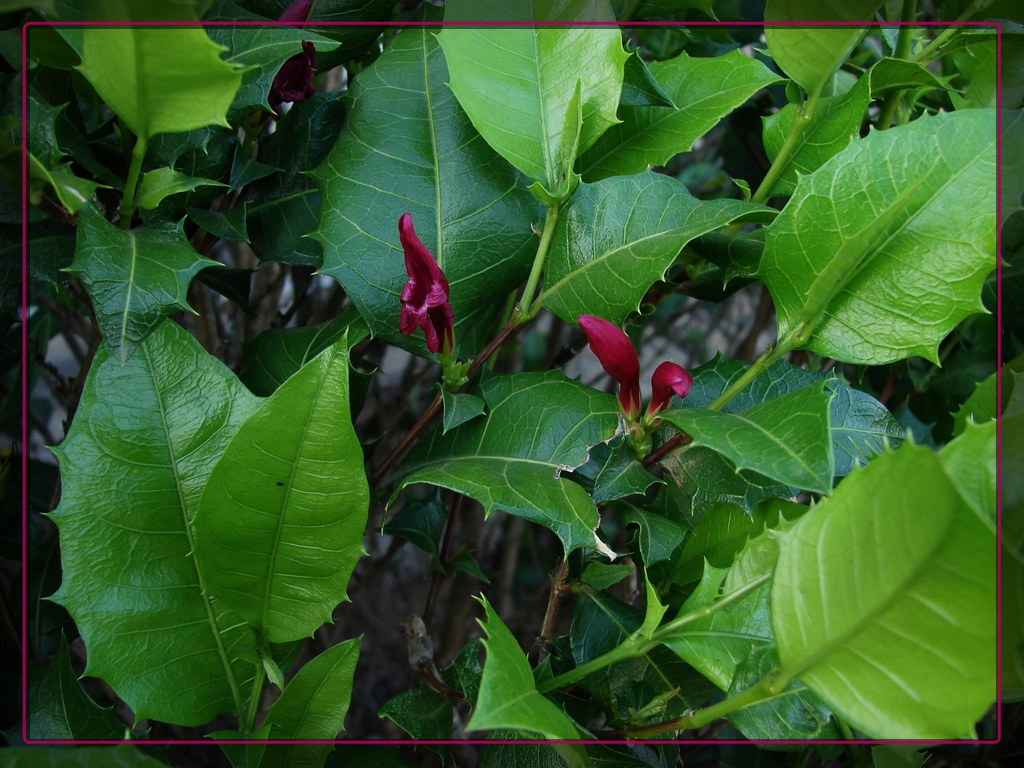